# The Rose
《The Rose》是一首由Amanda McBroom創作，歌手Bette Midler為1979年電影《The Rose》錄製的一首經典流行歌曲。

## 背景
《The Rose》首度由Bette Midler為1979年電影《The Rose》錄製。然而這首歌本來不是為該電影創作，Amanda McBroom回憶道：「我在1977年[或]1978年寫的這首歌，並且我偶爾會在俱樂部裡唱它。⋯⋯Jim Nabors曾經有一個當地的脫口秀節目，我也曾經在他的節目上唱過這首歌。」
Amanda McBroom的曲子是Bette Midler從提供自電影《The Rose》原聲專輯製作人Paul A. Rothchild的30首備選曲裡選出來的7首之一。據說Paul A. Rothchild聽了3千多首曲子才選出這30首備選曲。
作為電影《The Rose》原聲專輯的第二支單曲發行，《The Rose》在Cashbox Top 100上登頂，在Billboard Hot 100上最高第3名。除此之外，這首歌在Adult Contemporary榜上維持了長達五週的第1名。該單曲被RIAA認證為金唱片，在美國擁有50萬張的銷量。

Bette Midler憑藉《The Rose》獲得葛萊美獎最佳流行女歌手獎，打敗了Barbra Streisand和Donna Summer。

## 外部連結
- .   [2017-04-15]. （原始内容存档于2013-04-21）.（Amanda McBroom）